# Недооценка бездействия
Недооце́нка безде́йствия — одно из когнитивных искажений, проявляющееся в тенденции людей недооценивать последствия бездействия в сравнении с действием с аналогичным результатом. Примером такого феномена является антивакцинаторство, когда родители предпочитают риск получить осложнения от болезни риску получить осложнения прививки. Хотя риск осложнения от прививки намного ниже риска заболеть — вакцинация требует активного действия.

## История исследования
Согласно ряду исследований, при выборе между действием и бездействием, которые влекут равный вред, люди достоверно чаще выбирают бездействие, а также оценивают бездействия как менее аморальные, чем аналогичные действия. Так, в исследовании 1990 года испытуемым предложили выбрать из двух вариантов: назначить лечение, которое ведёт к летальному исходу в 15 % случаях, либо не назначать ничего с 20 % летальных исходов. 13 % людей, участвовавших в эксперименте, выбрали бездействие, поскольку они не хотели быть ответственны за чью-либо смерть. Однако после того, как провели повторный эксперимент, где вероятности поменяли местами, лишь 2 % испытуемых выбрали лечение.
Другое исследование, в котором испытуемых спрашивали, проводить вакцинацию детей или нет (при этом было указано, что вакцинация также ведёт к летальному исходу некоторой части детей, как и отказ от вакцинации), тоже показало, что люди склонны отказываться от вакцинации, даже если это ведёт к большему проценту смертельных исходов. Опрос о причинах такого выбора среди испытуемых показал, что главную роль в недооценке бездействия играет то, как воспринимается ответственность. Ответственность за действие людьми воспринимается как бо́льшая.